# Marines (Francia)
Marines è un comune francese di 3 275 abitanti situato nel dipartimento della Val-d'Oise, nella regione dell'Île-de-France.

## Geografia fisica
Marines si trova sul fianco del butte-témoin di Caillouet nel cuore del Vexin francese, a 50 km a nord-ovest di Parigi.

## Società

### Evoluzione demografica
Abitanti censiti